# Underworld (film 2003)
Underworld è un film horror-fantascientifico del 2003, diretto da Len Wiseman. Nonostante sia stato accolto negativamente dalla critica, è stato un successo commerciale e ha dato il via a un franchise, composto da tre sequel e un prequel, oltre ad altri prodotti multimediali.

## Trama
Da quasi un millennio infuria una guerra senza quartiere tra i Vampiri, distinti e aristocratici signori della notte, e i Lycan (Licantropi), forti e feroci abitanti del sottosuolo. Il conflitto, protrattosi fino ai primi anni del III millennio, si avvale di tutte le tecnologie disponibili, tra cui quelle informatiche, militari e biotecnologiche; gli esseri umani sono però tenuti all'oscuro di tutto ciò. Tale battaglia ha avuto inizio quando il Lycan Lucian, al comando di un esercito di licantropi, attaccò i vampiri muovendo guerra alle loro casate; la vera lotta ebbe termine quando il vampiro Kraven uccise Lucian e distrusse il castello ove dimorava il grosso delle sue forze. Da allora, i Vampiri sono in numero dominante e si occupano dello sterminio dei Lycan rimasti.
In una fermata della metropolitana avviene una sparatoria tra alcuni membri delle fazioni in seguito alla quale Selene, una bella e affascinante vampira guerriera, scopre che un grande numero di Lycan è rintanato nei sotterranei della metro. Si precipita alla residenza centrale della casata dei Vampiri, ma non convince Kraven, divenuto reggente. C'è dell'altro: teme che il vero obiettivo dell'azione in metropolitana non fossero i Vampiri lì presenti bensì un uomo, un comune medico di nome Michael Corvin.
Si reca immediatamente a casa di Michael ed effettivamente anticipa di pochi minuti l'arrivo dei Lycan. Senza saperlo, sottrae il medico dalle grinfie di Lucian, redivivo signore dei Lycan, il quale tuttavia riesce a morderlo e a conservarne una modesta quantità di sangue in una provetta. Michael di fatto è diventato un Lycan e alla prossima Luna piena avverrà la metamorfosi. Nonostante questo tra l'uomo e la vampira nasce una particolare attrazione.
Al comando dei Vampiri vi sono tre Vampiri Anziani, i quali si alternano ogni secolo, in modo da non creare conflitti. Durante il dominio di uno, gli altri due "dormono", entrano in uno stato di morte temporanea, sino a quando non tocchi a loro prendere il controllo, attraverso la cerimonia del "risveglio".
Convinta che Kraven abbia tramato un accordo segreto con il rivale Lucian, Selene viola una regola fondamentale della casata e risveglia, con un secolo d'anticipo, Viktor, il più potente e crudele dei tre Vampiri Anziani nonché suo mentore, per chiedere consiglio e per metterlo al corrente della situazione. Egli è il "padre" di Selene: una notte i Lycan attaccarono la sua famiglia; tutti ad eccezione della donna furono sterminati. Viktor decise allora di trasformarla in Vampiro per permetterle di vendicarsi contro i Lycan. Dopo aver ascoltato la prova del tradimento di Kraven, Viktor muove battaglia contro i Lycan, che nel frattempo hanno catturato Michael.
Kraven ha in effetti stretto un'alleanza con Lucian: all'epoca della battaglia fra Vampiri e Lycan, Kraven risparmiò la vita di Lucian e insieme tramarono per ottenere il dominio su Lycan e Vampiri, stipulando inoltre un trattato di pace definitivo. Tale accordo prevede oltretutto la morte dei tre Vampiri Anziani; per questo motivo, non appena Amelia, una dei tre, raggiunge la città in cui risiede Viktor per passare il comando al terzo Anziano, Marcus, essendo ormai vicina la data del "risveglio", Kraven invia i suoi complici a prelevare la donna e portarla alla residenza dei Vampiri; in realtà, essi comunicano la loro posizione ai Lycan che uccidono Amelia e il suo seguito. Gli uomini di Kraven rimangono impassibili e, certi della morte dell'Anziana, tornano alla residenza.
Lucian desidera il giovane medico perché egli è un discendente di Alexander Corvinus, il primo degli immortali, mutato a causa della peste; Michael è quindi dotato di un sangue puro in grado di mescolare le due razze. Nelle intenzioni di Lucian vi è in realtà la pace fra le due razze; desidera solo che questa guerra finisca. Qualunque umano venga morso da un Immortale, che sia Vampiro o Lycan, e riesca a sopravvivere, riceve i ricordi dell'assalitore; così Michael ricorda come davvero ha avuto inizio la guerra: fin dalle loro origini i Lycan erano stati schiavi dei Vampiri, costretti a servirli durante il giorno. Uno di essi era proprio Lucian, schiavo personale di Viktor. Lucian non provò mai rancore nei confronti dei Vampiri; si innamorò anzi, corrisposto, della figlia dell'Anziano, Sonia, che rimase incinta di un ibrido, figlio delle due razze. Viktor, temendo tale unione, fece frustare duramente Lucian e di fronte al Lycan pose Sonia alla luce del giorno, causandole la morte. Di fronte a tale visione, Lucian mutò in Lycan e fuggì via. Viktor, temendo le conseguenze del suo gesto, ordinò lo sterminio di tutti i Lycan, dando così inizio al conflitto millenario.
Raggiunto Lucian nella sua base nelle fogne, Kraven, che non ha mai avuto intenzione di onorare l'accordo, lo uccide utilizzando dei nuovi proiettili con all'interno nitrato d'argento; quindi cerca di fuggire agli uomini di Viktor, il quale è intenzionato a sterminare sia i Lycan che i Vampiri complici di Kraven.
Intanto Selene salva Michael e insieme cercano di fuggire, prima che Viktor possa trovarli; ma si trovano davanti lo stesso Kraven, che spara contro Michael. Poiché possiede ormai sangue Lycan, i proiettili portano l'uomo alla morte, senza che Selene possa ribellarsi. Kraven cerca di portare con sé la donna, ma ella si rifiuta; Kraven allora decide di rivelarle la verità: ad uccidere la sua famiglia è stato lo stesso Viktor, assetato di sangue umano. L'Anziano aveva fatto le regole ma non le rispettava, mal sopportando il sangue degli animali, scivolava di casa in casa per rifocillarsi di sangue umano. Dopo aver sterminato tutta la sua famiglia, però, non riuscì ad uccidere anche Selene, poiché gli ricordava sua figlia Sonia, e decise allora di tramutarla in vampiro e portarla con sé, raccontandole una bugia. Selene non gli crede ed egli decide di spararle, ma verrà fermato da un Lucian in fin di vita. Prima di spirare, quest'ultimo incita Selene a mordere Michael, affinché le due razze possano mescolarsi e permettergli di sopravvivere. Selene segue il consiglio di Lucian, poco prima di venir sorpresa da Viktor. Questi cercherà di uccidere l'ibrido (Lycampiro), dimostrandosi inoltre davvero l'assassino della famiglia di Selene. Dopo una dura lotta, quest'ultima riuscirà ad ucciderlo con la sua stessa spada. Michael torna in forma umana ed insieme si preparano ad affrontare la battaglia più dura della loro vita.
Nel santuario dove riposavano gli anziani dormienti, il sangue di un Lycan cola accidentalmente nel sarcofago di Marcus, dando inizio al suo "risveglio".

## Prodotti derivati
Il successo del film e dei suoi sequel ha portato alla realizzazione di numerosi prodotti multimediali: 
- I primi tre film sono stati adattati in una serie a fumetti scritta da Kevin Grevioux (già co-creatore - assieme a Len Weisman e a Danny McBride - del soggetto cinematografico della saga nonché interprete del Lycan Raze). Grevioux ha anche sceneggiato la miniserie Underworld: Red in Tooth and Claw in cui è narrata la trasformazione del personaggio di Raze in Lycan (tuttavia questo fumetto non è considerato canonico alla storia dei film). Nel gennaio del 2017 Grevioux sceneggia un adattamento a fumetti anche per Underworld: Blood Wars.
- Il noto scrittore di novellizzazioni Greg Cox ha scritto tre romanzi basati sui primi tre film, più un prequel intitolato Underworld: Nemici di Sangue che narra le origini della faida tra vampiri e Lycan. Dopo la realizzazione de La ribellione dei Lycans questo libro è stato eliminato dalla continuity dei film, ed è diventato non canonico.
- Nel 2011 è stato realizzato un midquel animato dal titolo Underworld: Endless War. Disegnato e animato con uno stile che rimanda agli anime giapponesi, questo film è diviso in tre episodi (ambientati rispettivamente nel 1890, nel 1967 e nel 2012) in cui vediamo Selene e Michael impegnati in scontri con nuovi nemici.
- Nel 2004 è uscito un videogioco per PS2 basato sul primo film, dal titolo Underworld: The Eternal War, nel quale è possibile scegliere se stare dalla parte dei vampiri o da quella dei Lycan tramite l'uso di Selene o di Raze come personaggi giocabili.

## Sequel e prequel
Il film ha avuto tre sequel: Underworld: Evolution (2006), Underworld - Il risveglio (2012), e l'ultimo Underworld: Blood Wars uscito il 6 gennaio 2017 nelle sale americane; mentre l'unico prequel Underworld - La ribellione dei Lycans è uscito il 20 febbraio 2009.